# Bothel
Bothel es un municipio situado en el distrito de Rotemburgo del Wumme, en el estado federado de Baja Sajonia (Alemania). Su población estimada a finales de 2016 era de 2414 habitantes.
Se encuentra ubicado a poca distancia al este de la ciudad de Bremen, y al oeste de Hamburgo. La comunidad tiene una parte antigua con casas típicas de granjas de Baja Sajonia y un centro moderno con ayuntamiento, escuelas e instalaciones comerciales. Así, Bothel es importante para los pueblos circundantes.